# Whispering Smith Rides
Whispering Smith Rides é um seriado estadunidense de 1927, no gênero Western, dirigido por Ray Taylor, em 10 capítulos, estrelado por Wallace MacDonald e Rose Blossom. O seriado foi produzido e distribuído pela Universal Pictures, e veiculou nos cinemas estadunidenses entre 6 de junho e 5 de agosto de 1927. Foi baseado no livro “Whispering Smith”, de Frank H. Spearman.
Este seriado é considerado perdido, pois sobreviveram apenas cópias do trailer.

## Elenco
- Wallace MacDonald … Jim Macklin
- Rose Blossom … Bobbie Van Tine
- J. P. McGowan … Whispering Smith
- Clark Comstock … engenheiro (não-creditado)
- Henry Hebert … Frank Sanger
- Merrill McCormick (creditado W.M. McCormick) … 'Deaf' Leffingwell
- Harry Todd … engenheiro do trem (não-creditado)
- Willie Fung … Wong
- Frank Ellis … capanga (não-creditado)
- Nelson McDowell	 ...	Bill Pardaloe
- Dick La Reno	 ...	'Barbwire' Van Tine

## Capítulos
1. Lawless Men
2. Caught in the Crash
3. Trapped
4. The Ambush
5. Railroad Gold
6. The Interrupted Wedding
7. A Coward of Conscience
8. The Bandit’s Bargain
9. The Trail of Sacrifice
10. A Call of the Hear

Fonte:

## Whispering Smith
O livro Whispering Smith, de Frank Hamilton Spearman, foi lançado em 1906 pela Grosset & Dunlap.
Havia dois Whispering Smiths, um detetive fictício de ferrovias no romance de Frank Hamilton Spearman, e o outro um personagem histórico real do oeste, cujo verdadeiro nome era James L. Smith. O herói do romance de 1906 é o personagem do seriado. Spearman ficara fascinado pela sabedoria da ferrovia através de seus contatos com a Union Pacific, enquanto era um banqueiro em Nebraska. Ele tinha anteriormente escrito várias histórias com enredos de ferrovia e em 1904 teve sua obra Strategy of Great Railroads adotada como livro-texto na Universidade de Yale. Determinado a escrever sobre detetives de ferrovia, Spearman visitou Cheyenne, Wyoming, para conhecer dois dos mais famosos deles, Timothy Keliher e Joe LeFors entrevista. Baseado em suas histórias e com um fascínio pelo apelido Whispering Smith, Spearman construiu seu romance. Seu personagem era um composto de Keliher e LeFors, e as aventuras encontradas no romance tinham sua origem nas histórias desses dois detetives.
Hollywood aproveitou o sucesso no longo prazo do romance e seu título. Direitos de filmagens foram obtidos já em 1916, e mais de cinco filmes foram feitos, além de uma série de televisão em 1961. A mais famosa produção foi o filme de 1948, com Alan Ladd. Frank Hamilton Spearman continuou a escrever, mas nenhum dos seus romances posteriores alcançou o sucesso de Whispering Smith. Seus últimos anos foram gastos em Hollywood, onde ele escrevia roteiros. Não se sabe se Spearman tinha qualquer conhecimento sobre James L. Smith, conhecido como Whispering Smith no oeste, nem se sabe se o verdadeiro Smith sabia do romance de Spearman, embora ele ainda estivesse vivo quando foi publicado. A verdadeira história de James L. Smith é recontada em Whispering Smith: His Life and Misadventures, por Allen P. Bristow, da Sunstone Press.
Em 1948 foi lançado o filme Whispering Smith, com Alan Ladd. Partindo desse filme de 1948, foi produzida pela NBC a série de televisão "Whispering Smith", com Audie Murphy como Tom "Whispering" Smith, um detetive em Denver, Colorado. Foi produzida entre 1959 e 8 de maio de 1961, num total de 26 episódios.